# Nagorno-Karabakh
Nagorno-Karabakh (/nəˈɡɔːrnoʊ kɑːrəˈbɑːk/ nə-GOR-noh kar-ə-BAHK; tiếng Nga: Нагорный Карабах, n.đ. 'mountainous Karabakh'; tiếng Armenia: Լեռնային Ղարաբաղ; tiếng Azerbaijani: Dağlıq Qarabağ), còn được gọi là Artsakh (tiếng Armenia: Արցախ), là vùng đất không giáp biển tại Ngoại Kavkaz, nằm giữa hạ Karabakh và Zangezur và bao phủ khu vực phía đông nam của dãy núi Tiểu Kavkaz. Vùng này hầu hết là đồi núi và rừng và có diện tích 8.223 kilômét vuông (3.175 dặm vuông Anh).
Nagorno-Karabakh là một lãnh thổ tranh chấp, được phần lớn cộng đồng quốc tế xem là một phần của Azerbaijan, nhưng do Cộng hòa Artsakh (trước đây gọi là Cộng hòa Nagorno-Karabakh) quản lý. Đây là một quốc gia độc lập trên thực tế với đa số dân tộc Armenia được thành lập trên cơ sở Khu tự trị Nagorno-Karabakh của Cộng hòa Xã hội chủ nghĩa Xô viết Azerbaijan thuộc Liên Xô. Azerbaijan đã không thực thi quyền lực chính trị đối với khu vực kể từ khi phong trào Karabakh ra đời năm 1988. Kể từ khi Chiến tranh Nagorno-Karabakh kết thúc năm 1994, đại diện của chính phủ Armenia và Azerbaijan đã tổ chức các cuộc đàm phán hòa bình do Nhóm OSCE Minsk làm trung gian về tình trạng tranh chấp của khu vực.
Vào sáng ngày 27 tháng 9 năm 2020, các cuộc đụng độ mới trong cuộc xung đột Nagorno-Karabakh chưa được giải quyết lại tiếp tục dọc theo Đường liên lạc Nagorno-Karabakh. Cả hai bên đều báo cáo thương vong về quân sự và dân sự. Để đối phó với các cuộc đụng độ, Armenia và nước Cộng hòa Artsakh tự xưng đã đưa ra thiết quân luật và tổng động viên, trong khi Azerbaijan đưa ra thiết quân luật và lệnh giới nghiêm. Liên Hợp Quốc lên án mạnh mẽ cuộc xung đột và kêu gọi cả hai bên giảm bớt căng thẳng và nối lại các cuộc đàm phán có ý nghĩa ngay lập tức.
Khu vực này thường tương đồng với biên giới hành chính của Khu tự trị Nagorno-Karabakh trước đây, bao gồm 4.400 kilômét vuông (1.699 dặm vuông Anh). Tuy nhiên, diện tích lịch sử của khu vực bao gồm khoảng 8.223 kilômét vuông (3.175 dặm Anh).

## Từ nguyên

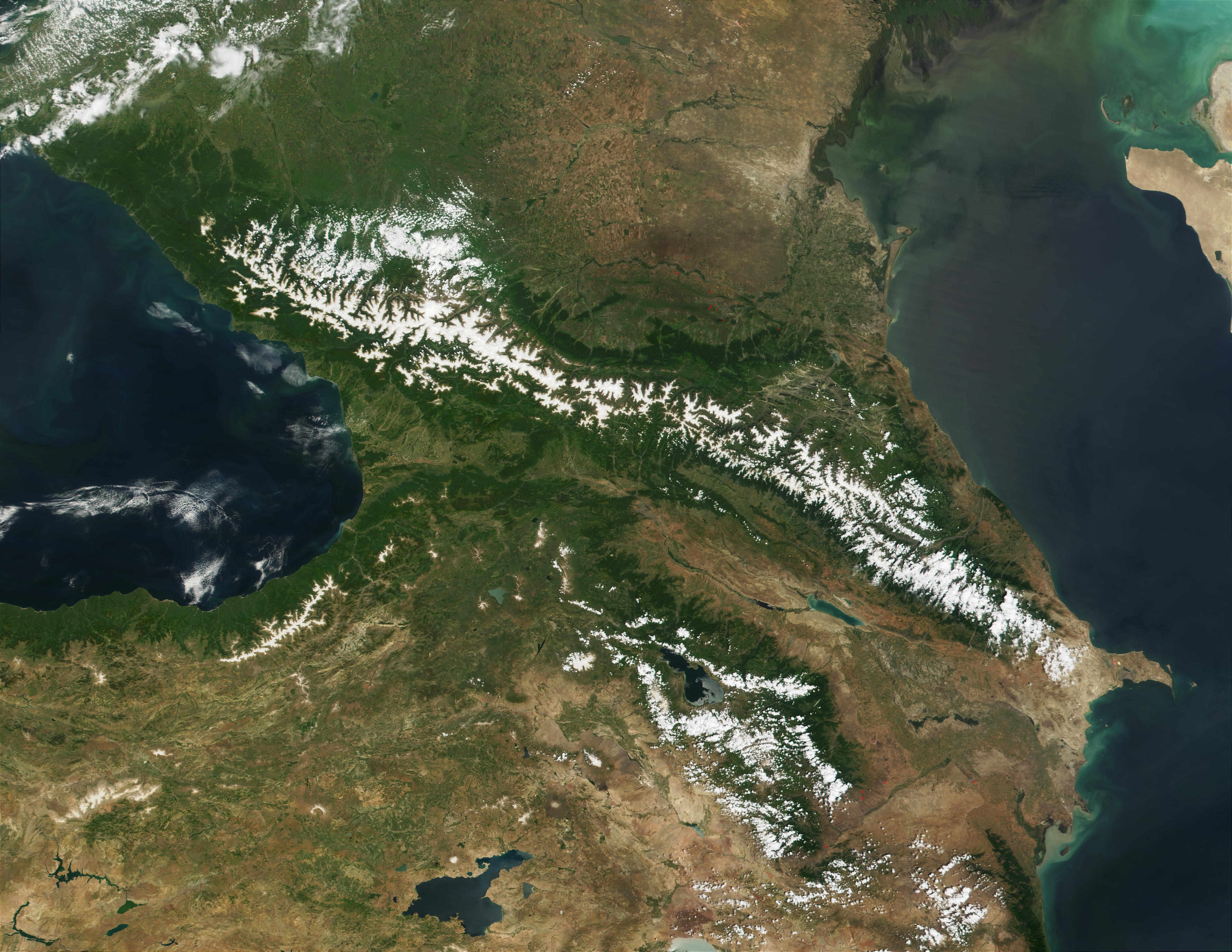
Tuyết che phủ Tiểu Caucasus nhìn thấy ở phía nam Đại Caucasus. Vào khoảng năm 1800, Hãn quốc Karabagh đóng tại góc đông nam của Tiểu Caucasus. Nó mở rộng về phía đông vào vùng đất thấp, do đó có tên Nagorno- hay "cao nguyên-" Karabagh cho phần phía tây.

Tiền tố Nagorno- bắt nguồn từ tính từ quy kết tiếng Nga nagorny, có nghĩa là "cao nguyên." Tên Azerbaijan của khu vực bao gồm các tính từ tương tự như dağlıq (vùng núi) hay yuxarı (vùng thượng). Những từ như vậy không được sử dụng trong tên Armenian,  nhưng xuất hiện trong tên chính thức của khu vực trong thời kỳ Xô Viết là Khu tự trị Nagorno-Karabakh. Các ngôn ngữ khác áp dụng cách diễn đạt riêng cho vùng núi, vùng cao hoặc cao nguyên; ví dụ, tên chính thức được sử dụng bởi Nagorno-Karabakh Republic trong tiếng pháp là Haut-Karabakh, nghĩa là "Thượng Karabakh."
Tên của khu vực trong các ngôn ngữ địa phương khác nhau đều dịch thành "Vùng núi Karabakh", hay "vườn núi đen":
- tiếng Armenia: Լեռնային Ղարաբաղ, transliterated Leṙnayin Ġarabaġ (IPA: /lɛrnɑˈjin ʁɑɾɑˈbɑʁ/)
- tiếng Azerbaijani: Dağlıq Qarabağ, Дағлыг Гарабағ (vùng núi Karabakh; IPA: /dɑɣˈlɯɣ ɡɑˈɾɑbɑɣ/) hay Yuxarı Qarabağ, Јухары Гарабағ (thượng Karabakh; IPA: /juxɑˈɾɯ ɡɑˈɾɑbɑɣ/)
- tiếng Nga: Нагорный Карабах, transliterated Nagornyy Karabakh hay Nagornyi Karabah (IPA: /nɐˈɡornɨj kərɐˈbax/)

Người Armenia sống trong khu vực này thường gọi Nagorno-Karabakh là Artsakh (tiếng Armenia: Արցախ),tên tỉnh thứ 10 của Vương quốc Armenia cổ đại. Các bia ký của người Urartian (thế kỷ 9-7 trước Công nguyên) sử dụng tên Urtekhini cho khu vực. Các nguồn Hy Lạp cổ đại gọi khu vực này là Orkhistene.

## Lịch sử

### Thời cổ đại và đầu thời Trung cổ

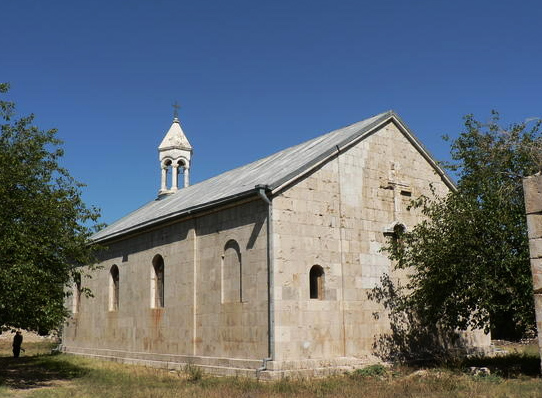
Tu viện Amaras, được thành lập vào thế kỷ thứ 4 bởi St Gregory the Illuminator. Vào thế kỷ thứ 5, Mesrop Mashtots, người phát minh ra bảng chữ cái Armenia, đã thành lập tại Amaras trường học đầu tiên sử dụng hệ thống chữ viết của ông.

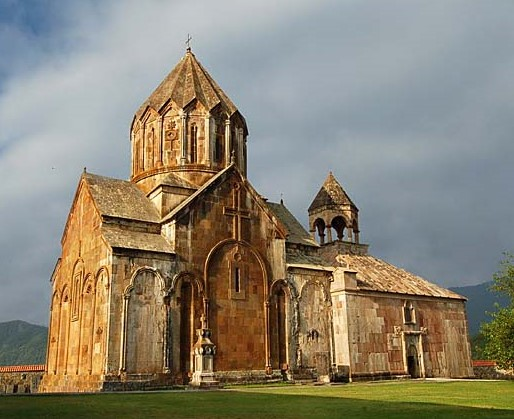
Tu viện tại Gandzasar do Nhà Khachen ủy quyền và hoàn thành vào năm 1238

Nagorno-Karabakh nằm trong vùng đất bị chiếm đóng bởi các dân tộc được các nhà khảo cổ học hiện đại gọi là văn hóa Kura-Araxes, những người sống giữa hai con sông Kura và Araxes.
Dân cư cổ đại của khu vực bao gồm nhiều bộ lạc địa phương và di cư tự trị khác nhau, hầu hết không phải là người Ấn-Âu. Theo lý thuyết phổ biến của phương Tây, những người bản địa này kết hôn với những người Armenia đến khu vực này sau khi nó được đưa vào Armenia ở thế kỷ thứ 2 hoặc có thể sớm hơn vào thế kỷ thứ 4 trước Công nguyên. Các học giả khác cho rằng người Armenia đã định cư ở khu vực này sớm nhất là vào thế kỷ thứ 7 trước Công nguyên.
Vào khoảng năm 180 trước Công nguyên, Artsakh trở thành một trong 15 tỉnh của Vương quốc Armenian và duy trì như vậy cho đến thế kỷ thứ 4. Trong khi chính thức có tư cách là một tỉnh (nahang), Artsakh có thể tự mình thành lập một công quốc - giống như tỉnh Syunik của Armenia. Các giả thuyết khác cho rằng Artsakh là một vùng đất hoàng gia, thuộc về trực tiếp của Vua Armenia. Tigranes Đại đế, vua của Armenia, (trị vì từ 95–55 TCN), thành lập ở Artsakh một trong bốn thành phố lấy tên là "Tigranakert" theo tên của ông. Tàn tích của Tigranakert cổ, nằm cách 50 km (30 mi) về phía đông-bắc của Stepanakert, đang được một nhóm học giả quốc tế nghiên cứu.
Vào năm 387 sau Công Nguyên, sau khi Armenia bị phân chia giữa Đế quốc La Mã và Sassanid Persia, hai tỉnh   Artsakh and Utik của Armenia trở thành một phần của Caucasian Albania thuộc Sassanid, đến lượt nó, chịu ảnh hưởng tôn giáo và văn hóa Armenia mạnh mẽ. Vào thời điểm đó, dân số của Artsakh và Utik bao gồm người Armenia và một số bộ lạc Arme hóa.
Văn hóa và văn minh Armenia phát triển mạnh mẽ vào đầu thời trung cổ Nagorno-Karabakh. Vào thế kỷ thứ 5, trường học tiếng Armenia đầu tiên được mở trên lãnh thổ của Nagorno-Karabakh—tại tu viện Amaras —bởi nỗ lực của St. Mesrop Mashtots, người phát minh ra bảng chữ cái Armenia.  St. Mesrop đã rất tích cực trong việc rao giảng Gospel tại Artsakh và Utik. Nhìn chung, Mesrop Mashtots đã thực hiện ba chuyến đi đến Artsakh và Utik, cuối cùng đến các lãnh thổ ngoại giáo ở chân đồi của Đại Caucasus. Trong tác phẩm của mình, nhà ngữ pháp và ngôn ngữ học người Armenia ở thế kỷ thứ 7 Stephanos Syunetsi đã tuyên bố rằng người Armenia ở Artsakh có phương ngữ riêng của họ, và khuyến khích độc giả của ông học nó. Trong cùng thế kỷ thứ 7, nhà thơ người Armenian Davtak Kertogh đã viết tác phẩm Elegy on the Death of Grand Prince Juansher của ông, trong đó mỗi đoạn văn bắt đầu bằng một chữ cái Armenia theo thứ tự bảng chữ cái.  Lịch sử toàn diện duy nhất của vùng Caucasian Albania được viết bằng tiếng Armenia, bởi nhà sử học thế kỷ 10 Movses Kaghankatvatsi.

### Giữa thời Trung cổ
Vào khoảng giữa thế kỷ thứ 7, khu vực này đã bị chinh phục bởi những người Ả Rập Hồi giáo xâm lược thông qua cuộc chinh phục Ba Tư của người Hồi giáo. Sau đó, nó được cai trị bởi các thống đốc địa phương được xác nhận bởi Caliphate. Theo một số nguồn tin, vào năm 821, Công tước Armenia Sahl Smbatian nổi dậy ở Artsakh và thành lập nhà Khachen, cai trị Artsakh như một công quốc cho đến đầu thế kỷ 19. Theo các nguồn khác, Sahl Smbatean "thuộc dòng dõi vua Zamirhakan", và trong năm 837–838, ông đã giành được chủ quyền đối với Armenia, Georgia và Albania. Tên "Khachen" có nguồn gốc từ từ "khach" trong tiếng Armenia, có nghĩa là "thập tự". Đến năm 1000, Nhà Khachen tuyên bố Vương quốc Artsakh với John Senecherib là người cai trị đầu tiên.  Ban đầu Dizak, ở miền nam Artsakh, cũng được hình thành là một vương quốc do Nhà cổ Aranshahik, hậu duệ của các vị vua đầu tiên của Caucasian Albania trị vì. Năm 1261, sau khi con gái của vị vua cuối cùng của Dizak kết hôn với vua của Artsakh, Công tước Armenia Hasan Jalal Dola, hai quốc gia đã hợp nhất thành một Công quốc Khachen của Armenia. Sau đó, Artsakh tiếp tục tồn tại như một công quốc độc lập trên thực tế.

### Cuối thời trung cổ

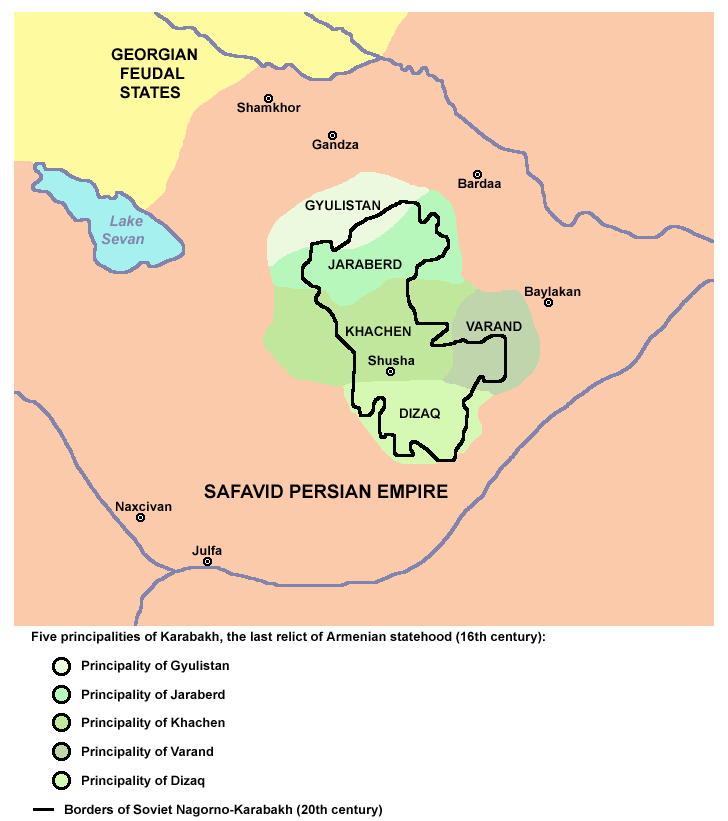
Năm thành phố bán độc lập (Armenian: Խամսայի Մելիքություններ) của Karabakh (Gyulistan, Jraberd, Khachen, Varanda, và Dizak), được coi là di tích cuối cùng của nhà nước Armenia (thế kỷ 15-19).

Vào thế kỷ 15, lãnh thổ Karabakh là một phần của các bang do liên minh bộ lạc người Thổ Nhĩ Kỳ Kara Koyunlu và Ak Koyunlu cai trị. Theo Abu Bakr Tihrani, trong thời kỳ Jahan Shah (1438–1468), người cai trị Kara Koyunlu, Piri bey Karamanli giữ chức thống đốc của Karabakh. Tuy nhiên, theo Robert H. Hewsen, lãnh chúa Thổ Nhĩ Kỳ Jahan Shah (1437–67) đã giao quyền thống đốc vùng thượng Karabakh cho các Công tước Armenia địa phương, cho phép một ban lãnh đạo Armenia bản địa xuất hiện bao gồm năm gia đình quý tộc do các Công tước nắm giữ các tước hiệu meliks cai trị. Các triều đại này đại diện cho các nhánh của Nhà Khachen trước đó và là hậu duệ của các vị vua thời Trung cổ của Artsakh.  Vùng đất của họ thường được gọi là Đất nước Khamsa (five trong tiếng Arab). Trong một Hiến chương (ngày 2 tháng 6 năm 1799) của Hoàng đế Paul I có tiêu đề "Về việc họ được gia nhập quyền thống trị của Nga, phân bổ đất đai, các quyền và đặc quyền", người ta lưu ý rằng di sản Thiên chúa giáo của vùng Karabakh và tất cả người dân của họ đều được thừa nhận là người Nga quyền uy. Tuy nhiên, theo Robert Hewsen, Đế quốc Nga đã công nhận địa vị chủ quyền của năm công tước trong lãnh địa của họ bằng hiến chương của Hoàng đế Paul I ngày 2 tháng 6 năm 1799.

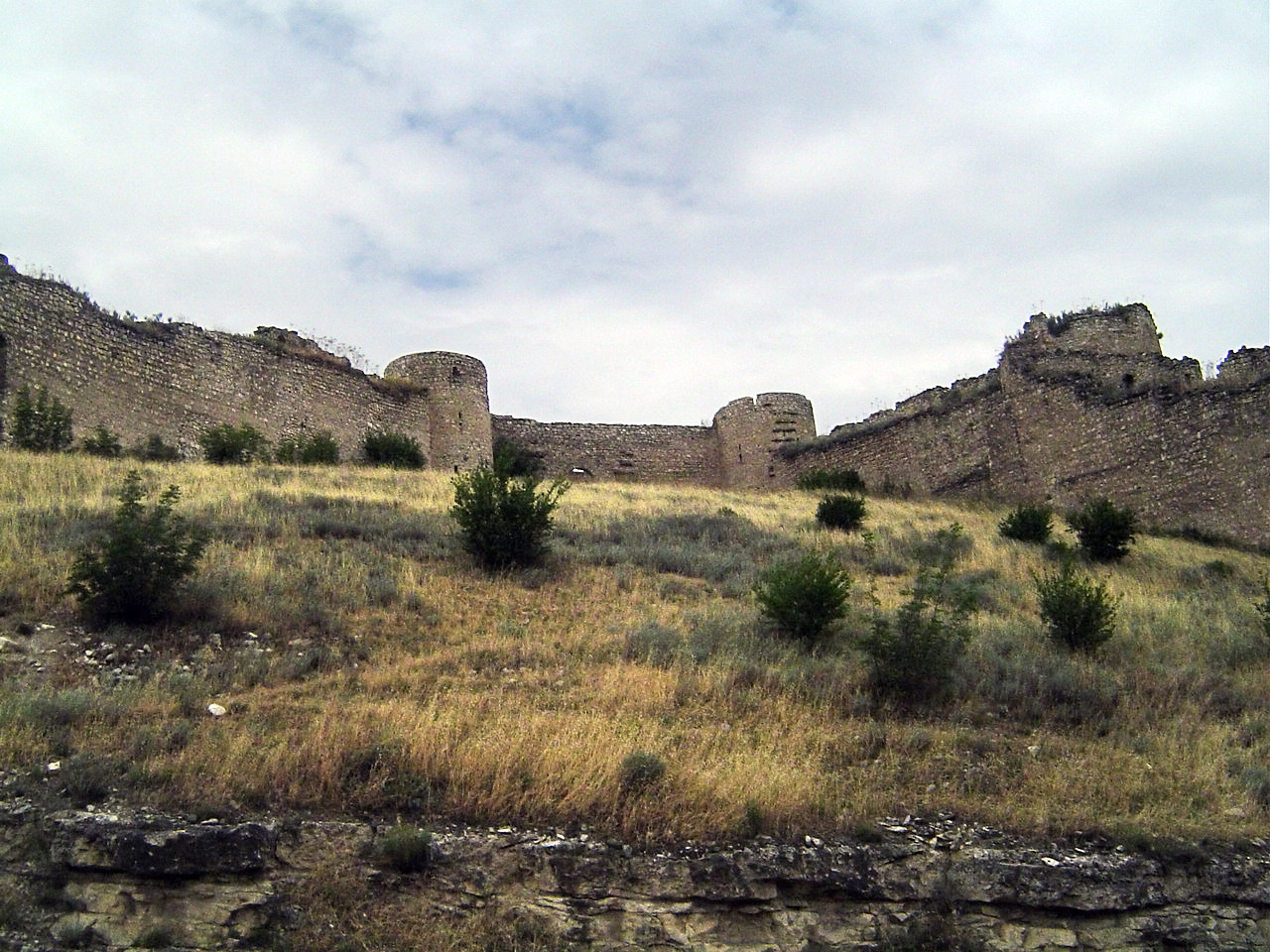
Pháo đài Askeran, được xây dựng bởi người cai trị Vương quốc Karabakh, Panah Ali Khan vào thế kỷ 18

Các meliks Armenian được vua Iran Nader Shah trao quyền chỉ huy tối cao đối với các Công quốc Armenia láng giềng và các khans Hồi giáo ở Kavkaz, để đền đáp cho những chiến thắng của meliks trước quân Ottoman xâm lược trong những năm 1720. Năm Công quốc chính ở Karabakh  này được cai trị bởi các gia đình Armenia, những người đã nhận tước hiệu Melik (công tước) và là những người sau:
- Công quốc Gulistan – dưới sự lãnh đạo của gia đình Melik-Beglarian
- Công quốc Jraberd – dưới sự lãnh đạo của gia đình Melik-Israelian
- Công quốc Khachen – dưới sự lãnh đạo của gia đình Hasan-Jalalian
- Công quốc Varanda – dưới sự lãnh đạo của gia đình Melik-Shahnazarian
- Công quốc Dizak – dưới sự lãnh đạo của gia đình Melik-Avanian

Từ năm 1501 đến năm 1736, trong thời kỳ tồn tại của Đế chế Safavid, tỉnh Karabakh được cai trị bởi triều đại của Ziyadoglu Gajar. Triều đại của Ziyadoglu Gajar cai trị tỉnh Karabakh cho đến khi Nader Shah tiếp quản Karabakh từ sự cai trị của họ. Các meliks Armenia duy trì toàn quyền kiểm soát khu vực này cho đến giữa thế kỷ 18. Vào đầu thế kỷ 18, Nader Shah của Iran đã đưa Karabakh thoát khỏi sự kiểm soát của Ganja khans để trừng phạt vì sự ủng hộ của họ đối với người Safavid, và nó nằm dưới sự kiểm soát của chính ông Vào giữa thế kỷ 18, khi mâu thuẫn nội bộ giữa các melik dẫn đến sự suy yếu của họ, Hãn quốc Karabakh được thành lập. Hãn quốc Karabakh, một trong những hãn quốc lớn nhất dưới thời thống trị của Iran, do Panah-Ali hãn Javanshir đứng đầu. Để củng cố quyền lực của hãn quốc Karabakh, Khan của Karabakh, Panah-Ali hãn Javanshir, đã xây dựng "pháo đài Panahabad (ngày nay là Shusha)" vào năm 1751. Trong thời gian đó, Otuziki, Javanshir, Kebirli và các bộ lạc Turkic khác đã hình thành phần lớn dân số tổng thể.

### Thời cận đại

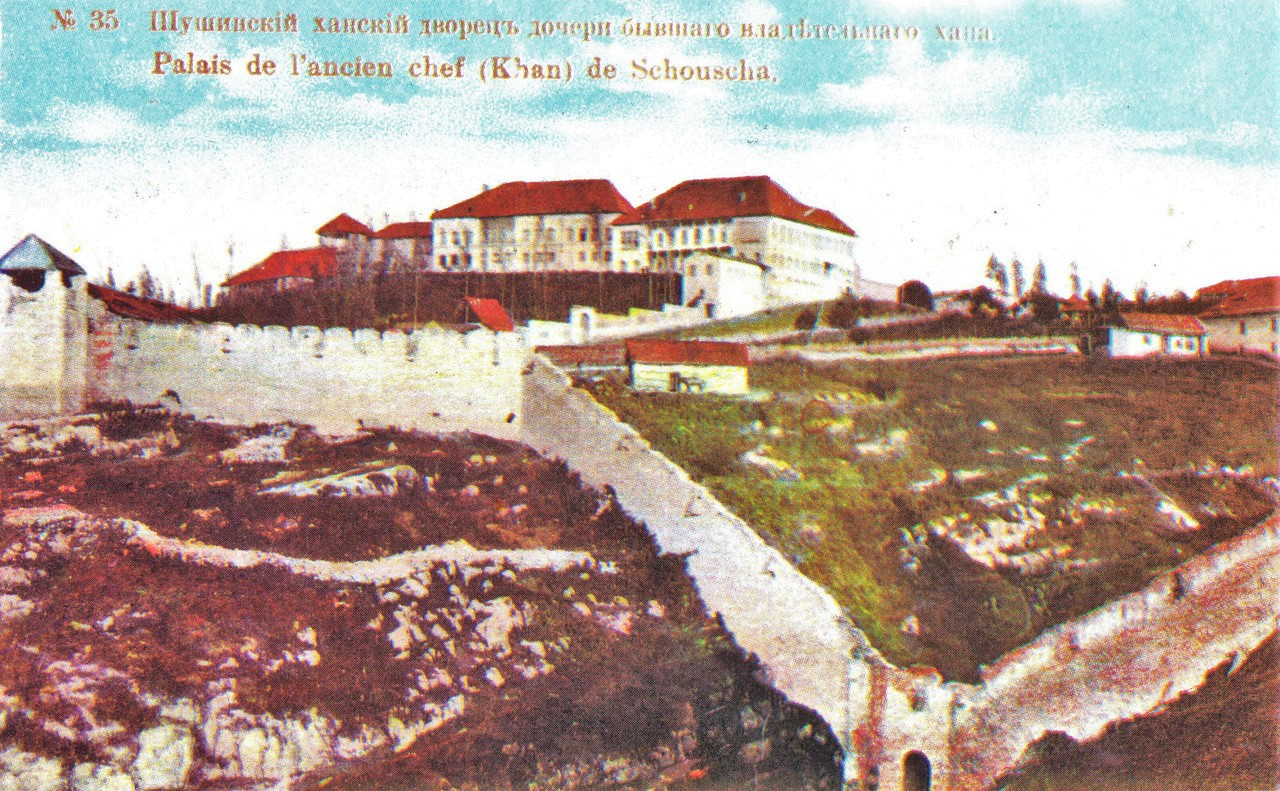
Palace of the former ruler (khan) of Shusha. Taken from a postcard from the late 19th–early 20th century.

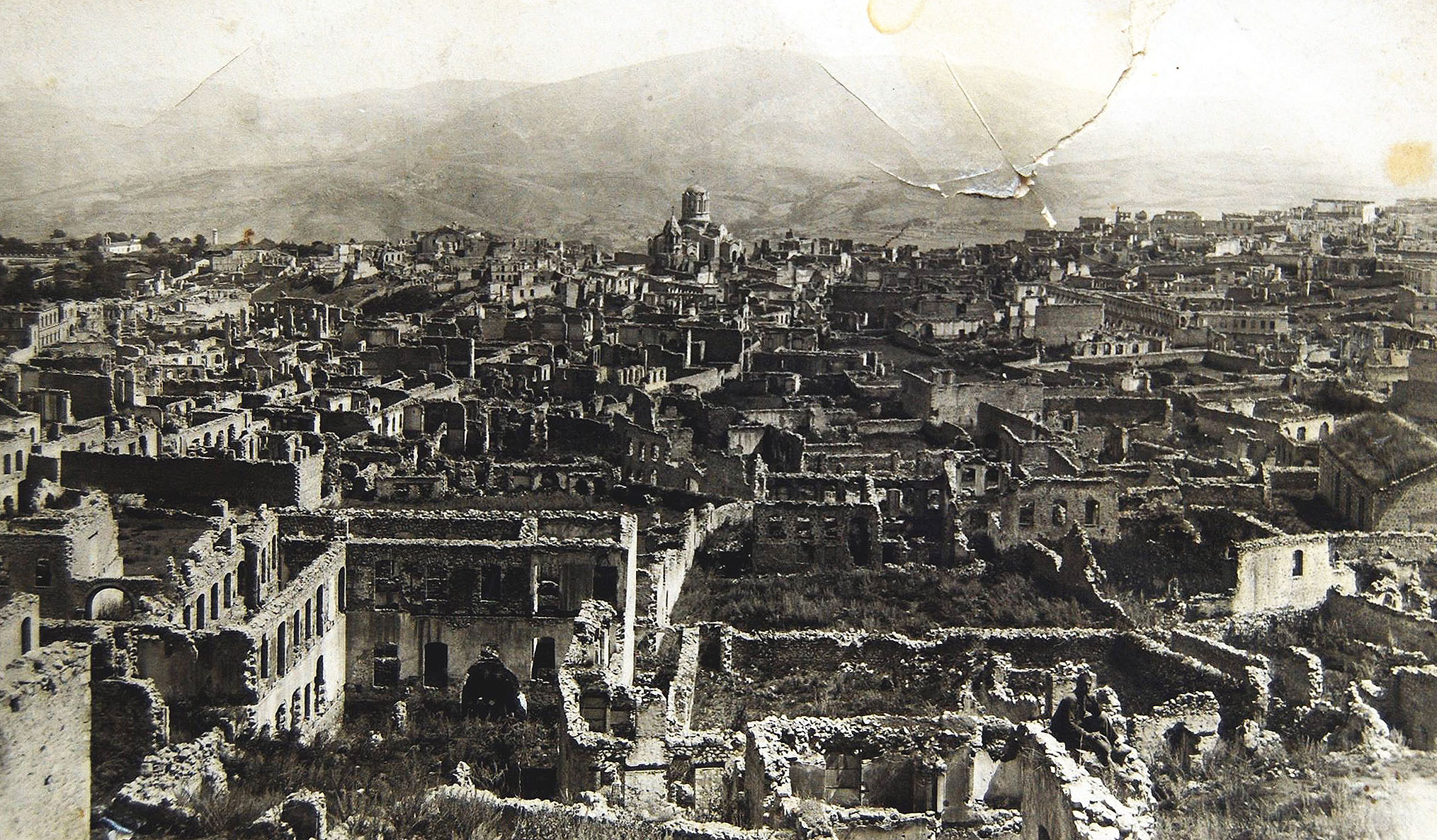
Hậu quả của vụ thảm sát Shusha: Một nửa Shusha của Armenia bị các lực lượng vũ trang Azerbaijan phá hủy vào năm 1920, với nền là Armenian Cathedral of the Holy Savior

Karabakh (bao gồm cả Nagorno-Karabakh ngày nay), trở thành lãnh thổ bảo hộ của Đế quốc Nga theo Hiệp ước Kurekchay, được ký giữa Ibrahim Khalil Khan của Karabakh và tướng Pavel Tsitsianov thay mặt cho Sa hoàng Alexander I vào năm 1805, theo đó Sa Hoàng công nhận Ibrahim Khalil Khan và các hậu duệ của ông với tư cách là những người cai trị cha truyền con nối duy nhất của khu vực. Tuy nhiên, vị thế mới của nó chỉ được xác nhận sau kết quả của Chiến tranh Nga-Ba Tư(1804-1813), khi do mất mát trong chiến tranh, Ba Tư chính thức nhượng Karabakh cho Đế quốc Nga theo Hiệp ước Gulistan (1813), trước khi phần còn lại của Transcaucasia được sáp nhập vào Đế Quốc Nga vào năm 1828 bởi Hiệp ước Turkmenchay, kết quả của Chiến tranh Nga-Ba Tư (1826-1828).
Năm 1822, 9 năm sau khi chuyển từ Iran sang Nga kiểm soát, Hãn quốc Karabakh bị giải thể và khu vực này trở thành một phần của Chính quyền Elisabethpol trong Đế quốc Nga. Năm 1823, năm quận tương ứng với Nagorno-Karabakh ngày nay là 90,8% là người Armenia.

### Thời kỳ Xô viết

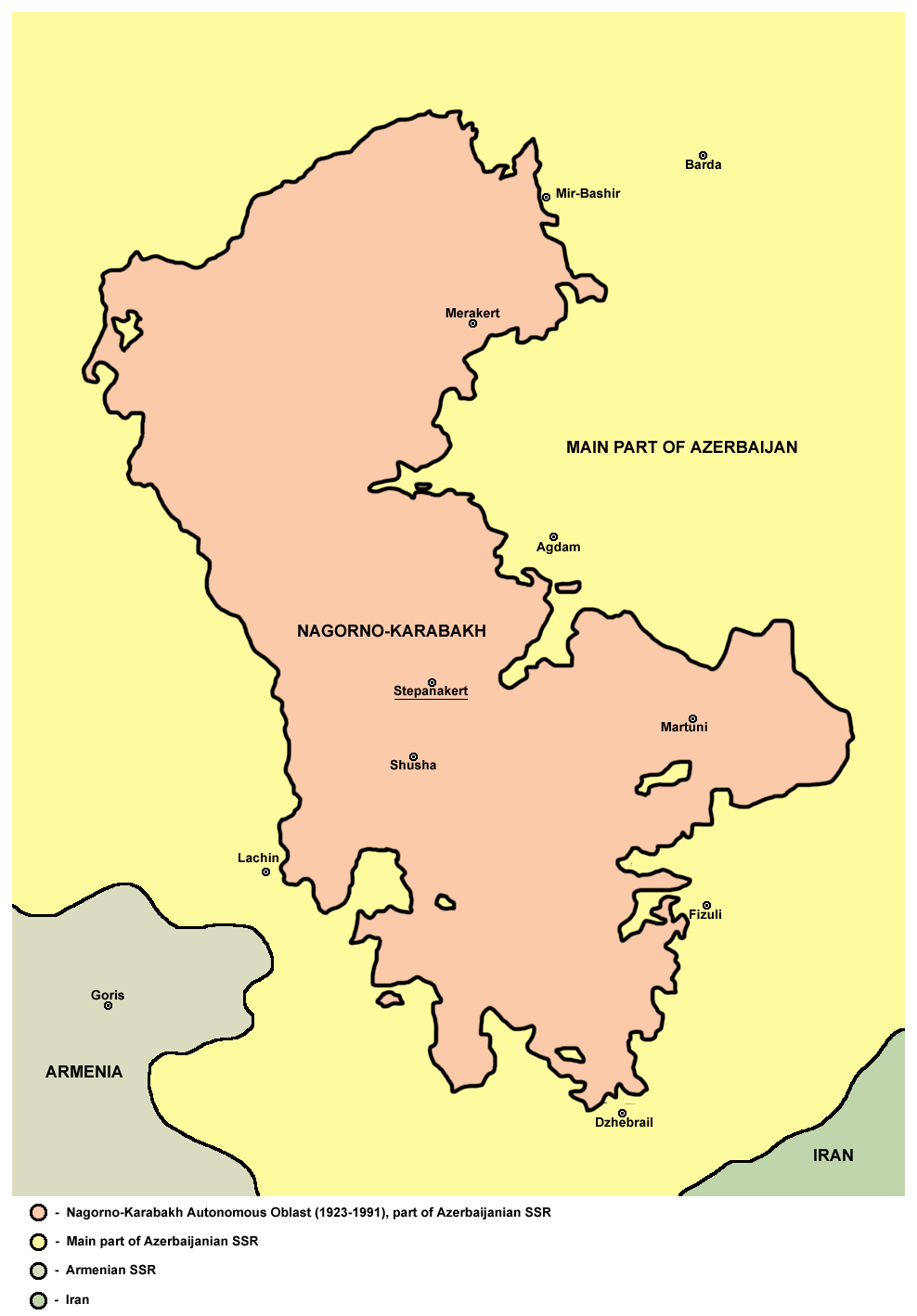
Khu tự trị Nagorno-Karabakh trong thời kỳ Xô viết

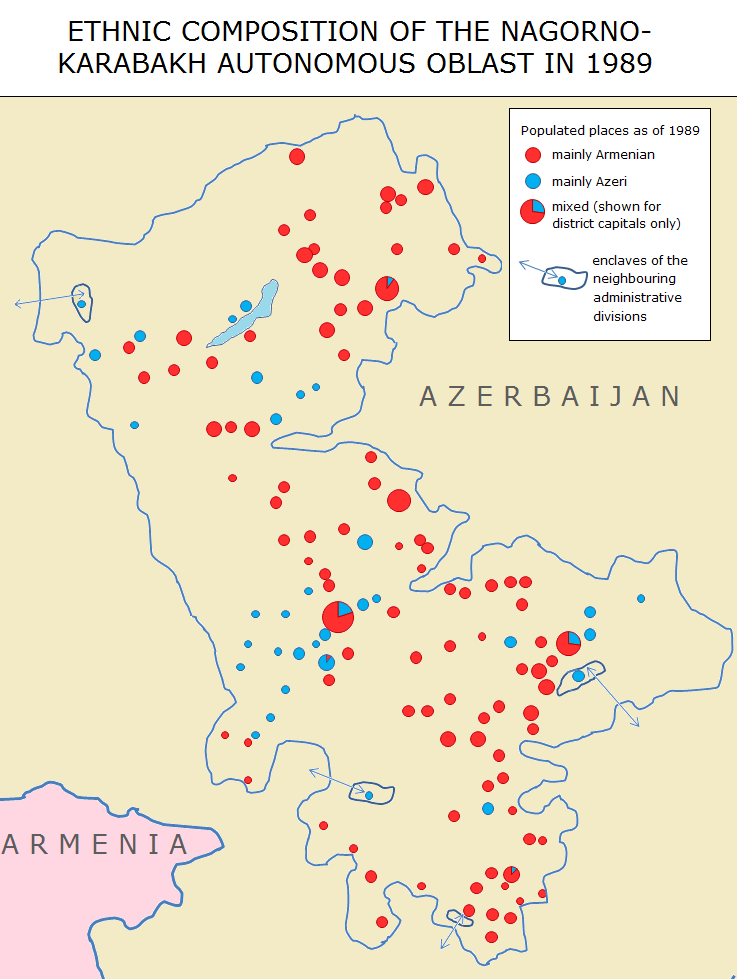
Phân bố các sắc tộc của Nagorno-Karabakh vào cuối thời Xô viết.

Xung đột ngày nay về Nagorno-Karabakh có nguồn gốc từ các quyết định của Joseph Stalin và Cục Caucasian (Kavburo) trong thời kỳ Xô viết hóa Transcaucasia. Stalin Stalin là Quyền Ủy viên Quốc gia của Liên bang Xô viết vào đầu những năm 1920, chi nhánh của chính phủ mà Kavburo được thành lập. Sau Cách mạng Nga 1917, Karabakh trở thành một phần của Cộng hòa Liên bang Dân chủ Transcaucasian, nhưng nước này nhanh chóng bị giải thể thành các quốc gia Armenia, Azerbaijan và Gruzia riêng biệt. Trong hai năm tiếp theo (1918–1920), đã có một loạt cuộc chiến tranh ngắn giữa Armenia và Azerbaijan trên một số khu vực, bao gồm cả Karabakh. Vào tháng 7 năm 1918, Nghị viện Armenia đầu tiên của Nagorno-Karabakh tuyên bố khu vực này tự quản và thành lập Quốc hội và Chính phủ. Sau đó, quân Ottoman tiến vào Karabakh, gặp phải sự kháng cự vũ trang của người Armenia.
Sau thất bại của Đế chế Ottoman trong Thế chiến thứ nhất, quân đội Anh chiếm Karabakh. Bộ tư lệnh của Anh đã tạm thời xác nhận Khosrov bey Sultanov (được chính phủ Azerbaijan bổ nhiệm) là toàn quyền của Karabakh và Zangezur, trong khi chờ quyết định cuối cùng của Hội nghị Hòa bình Paris. Quyết định này bị phản đối bởi những người Armenia ở Karabakh. Vào tháng 2 năm 1920, Quốc hội Karabakh đã đồng ý sơ bộ về quyền tài phán của Azerbaijan, trong khi người Armenia ở những nơi khác ở Karabakh tiếp tục chiến đấu du kích, không bao giờ chấp nhận thỏa thuận. Bản thân thỏa thuận đã sớm bị hủy bỏ bởi Hội đồng Karabagh thứ 9, lực lượng đã tuyên bố liên minh với Armenia vào tháng Tư.
Vào tháng 4 năm 1920, trong khi quân đội Azerbaijan bị khóa ở Karabakh chiến đấu với các lực lượng địa phương của Armenia, Azerbaijan đã bị những người Bolshevik tiếp quản. Vào ngày 10 tháng 8 năm 1920, Armenia đã ký một thỏa thuận sơ bộ với những người Bolshevik, đồng ý cho những người Bolshevik chiếm đóng tạm thời các khu vực này cho đến khi đạt được thỏa thuận cuối cùng. Năm 1921, Armenia và Georgia cũng được tiếp quản bởi những người Bolshevik, để thu hút sự ủng hộ của công chúng, họ hứa sẽ giao Karabakh cho Armenia, cùng với Nakhchivan và Zangezur (dải đất ngăn cách Nakhchivan khỏi Karabakh). Tuy nhiên, Liên Xô cũng có những kế hoạch sâu rộng liên quan đến Thổ Nhĩ Kỳ, hy vọng rằng, với một chút trợ giúp từ họ, sẽ phát triển theo đường lối Cộng sản. Để xoa dịu Thổ Nhĩ Kỳ, Liên Xô đồng ý thành lập một bộ phận mà Zangezur sẽ thuộc quyền kiểm soát của Armenia, trong khi Karabakh và Nakhchivan sẽ nằm dưới sự kiểm soát của Azerbaijan.Nếu Thổ Nhĩ Kỳ không phải là một vấn đề, Stalin có thể đã để Karabakh dưới sự kiểm soát của Armenia. Kết quả là, Khu tự trị Nagorno-Karabakh được thành lập bên trong Azerbaijan SSR vào ngày 7 tháng 7 năm 1923.
Với việc Liên Xô nắm chắc quyền kiểm soát khu vực, xung đột trong khu vực đã giảm trong vài thập kỷ. Khi Liên Xô bắt đầu tan rã vào cuối những năm 1980 và đầu những năm 1990, câu hỏi về Nagorno-Karabakh lại nổi lên. Cáo buộc chính phủ Azerbaijan SSR tiến hành cưỡng bức Aze hóa khu vực, phần lớn dân số Armenia, với sự hỗ trợ về tư tưởng và vật chất từ Armenia SSR, đã bắt đầu phong trào yêu cầu chuyển giao khu tự trị cho Armenia SSR. Biên giới của Khu tự trị được vẽ để bao gồm các làng Armenia và loại trừ càng nhiều làng Azerbaijan càng tốt. Kết quả là một vùng có đa số người Armenian. Vào tháng 8 năm 1987, người Armenia ở Karabakh đã gửi đơn yêu cầu liên hiệp với Armenia với hàng chục nghìn chữ ký tới Moscow.

### Chiến tranh và ly khai

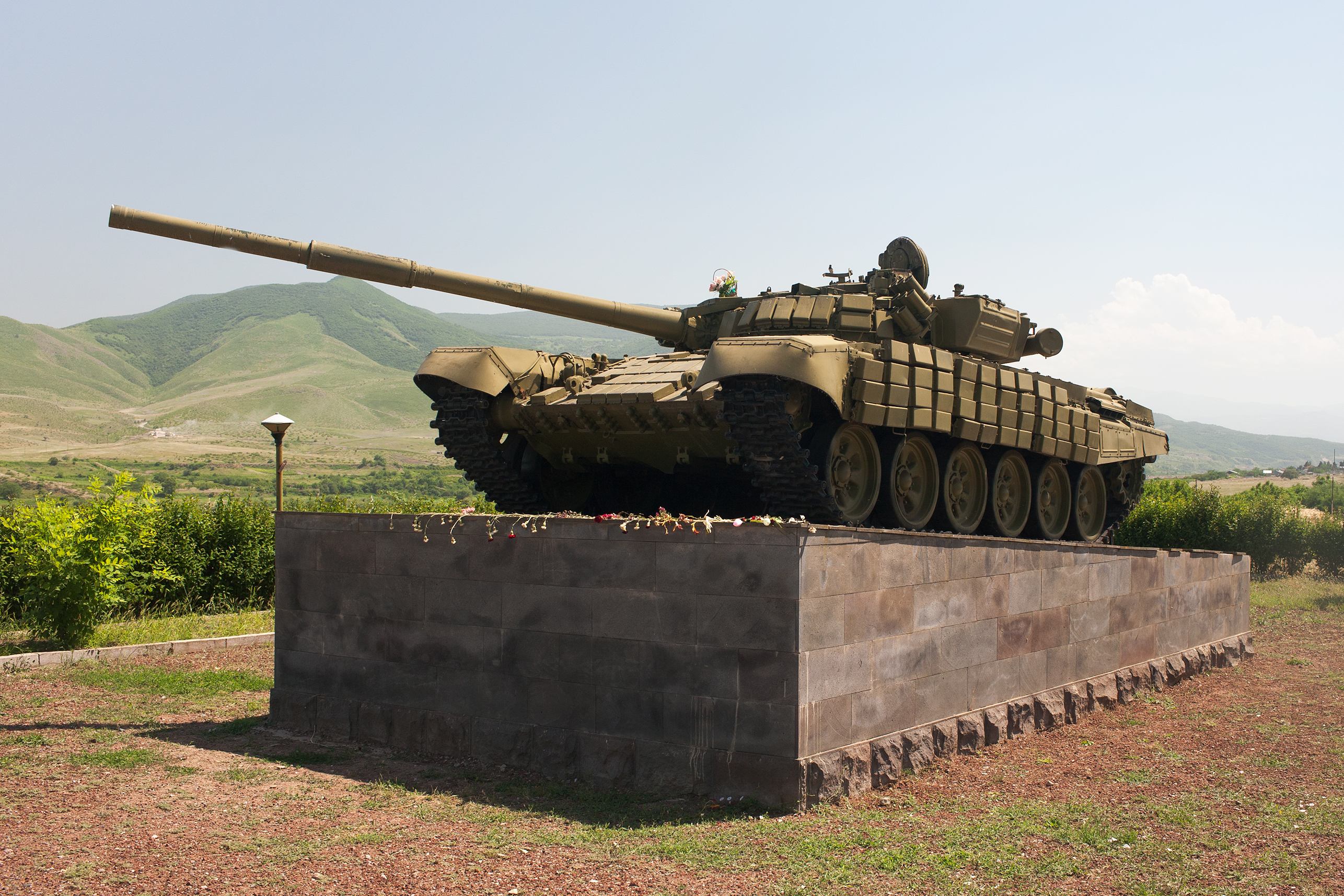
Một chiếc T-72 của Armenia đã được phục hồi, bị loại khỏi nhiệm vụ khi tấn công các vị trí của Azerbaijan ở Quận Askeran, được coi là đài tưởng niệm chiến tranh ở ngoại ô Stepanakert.

Vào ngày 13 tháng 2 năm 1988, người Armenia ở Karabakh bắt đầu biểu tình tại thủ đô Stepanakert của họ, ủng hộ việc thống nhất với nước cộng hòa Armenia.Sáu ngày sau, họ tham gia vào các cuộc tuần hành lớn ở Yerevan.Vào ngày 20 tháng 2, các Đại biểu Nhân dân Liên Xô tại Karabakh đã bỏ phiếu từ 110 đến 17 để yêu cầu chuyển giao khu vực này cho Armenia. Hành động chưa từng có này của một soviet khu vực đã khiến hàng chục nghìn cuộc biểu tình ở cả Stepanakert và Yerevan, nhưng Moscow bác bỏ yêu cầu của người Armenia. Ngày 22 tháng 2 năm 1988, cuộc đối đầu trực tiếp đầu tiên của cuộc xung đột xảy ra khi một nhóm lớn người Azeris hành quân từ Agdam tấn công thị trấn Askeran đông dân của Armenia, "tàn phá khủng khiếp trên đường đi". Cuộc đối đầu giữa Azeris và cảnh sát gần Askeran biến thành cuộc đụng độ Askeran, khiến hai người Azeris thiệt mạng, một người trong số họ bị giết bởi một cảnh sát Azeri, cũng như 50 dân làng Armenia và một số không rõ Azeris và cảnh sát bị thương. Một số lượng lớn người tị nạn rời Armenia và Azerbaijan khi bạo lực bắt đầu chống lại các nhóm thiểu số của các quốc gia tương ứng.
Ngày 29 tháng 11 năm 1989, quyền tự trị ở Nagorno-Karabakh bị chấm dứt và khu vực này được trả lại cho chính quyền Azerbaijann. Tuy nhiên, chính sách của Liên Xô đã phản tác dụng khi một phiên họp chung của Hội đồng Quốc gia và Xô viết Tối cao Armenia, cơ quan lập pháp của Nagorno-Karabakh, tuyên bố thống nhất Nagorno-Karabakh với Armenia.  Năm 1989, Nagorno-Karabakh có dân số 192.000 người. Dân số tại thời điểm đó là 76% người Armenia và 23% người Azerbaijan, với các dân tộc thiểu số Nga và Kurd. Vào ngày 26 tháng 11 năm 1991 Azerbaijan bãi bỏ quy chế của Khu tự trị Nagorno-Karabakh, sắp xếp lại khu vực hành chính và đưa lãnh thổ này dưới sự kiểm soát trực tiếp của Azerbaijan.
Vào ngày 10 tháng 12 năm 1991, trong một cuộc trưng cầu dân ý bị người Azerbaijan địa phương tẩy chay,  người Armenia ở Nagorno-Karabakh đã chấp thuận việc thành lập một nhà nước độc lập.Một đề xuất của Liên Xô về tăng cường quyền tự trị cho Nagorno-Karabakh trong Azerbaijan không làm hài lòng cả hai bên và một cuộc chiến toàn diện sau đó đã nổ ra giữa Azerbaijan và Nagorno-Karabakh, với sự hỗ trợ của Armenia. Theo cựu tổng thống Armenia, Levon Ter-Petrossian, cách tiếp cận của lãnh đạo Karabakh là theo chủ nghĩa tối đa và "họ nghĩ rằng họ có thể nhận được nhiều hơn."
Cuộc tranh giành Nagorno-Karabakh leo thang sau khi cả Armenia và Azerbaijan tách khỏi Liên Xô vào năm 1991. Trong khoảng trống quyền lực thời hậu Xô Viết, hành động quân sự giữa Azerbaijan và Armenia chịu ảnh hưởng nặng nề của quân đội Nga.Hơn nữa, cả quân đội Armenia và Azerbaijan đều sử dụng một số lượng lớn lính đánh thuê từ Ukraine và Nga. Có tới một nghìn mujahideen Afghan đã tham gia vào cuộc giao tranh bên phía Azerbaijan. Ngoài ra còn có các máy bay chiến đấu từ Chechnya chiến đấu bên phía Azerbaijan, cũng như pháo hạng nặng và xe tăng do Nga cung cấp cho Armenia. Nhiều người sống sót từ phía Azerbaijan đã tìm thấy nơi trú ẩn trong 12 trại khẩn cấp được thiết lập ở các vùng khác của Azerbaijan để đối phó với số lượng người di tản ngày càng tăng do chiến tranh Nagorno-Karabakh.
Vào cuối năm 1993, cuộc xung đột đã gây ra hàng nghìn người thương vong và tạo ra hàng trăm nghìn người tị nạn cho cả hai bên. Đến tháng 5 năm 1994, người Armenia đã kiểm soát 14% lãnh thổ của Azerbaijan. Ở giai đoạn đó, lần đầu tiên trong cuộc xung đột, chính phủ Azerbaijan đã công nhận Nagorno-Karabakh là bên thứ ba trong cuộc chiến và bắt đầu đàm phán trực tiếp với chính quyền Karabakh. Kết quả là, một lệnh ngừng bắn đã đạt được vào ngày 12 tháng 5 năm 1994 thông qua đàm phán của Nga.

### Ngừng bắn sau năm 1994

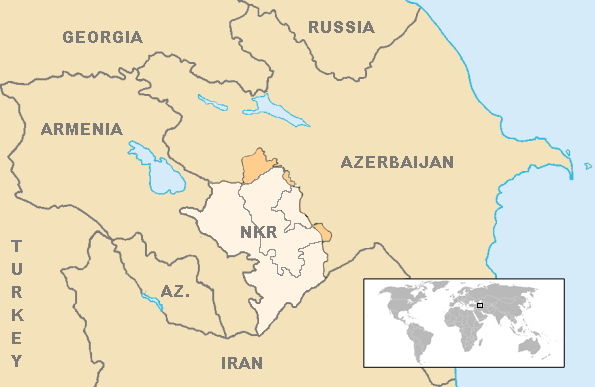
Các biên giới cuối cùng của cuộc xung đột sau Hiệp ước Bishkek.Lực lượng Armenia của Nagorno-Karabakh hiện kiểm soát gần 9% lãnh thổ của Azerbaijan bên ngoài Khu tự trị Nagorno-Karabakh trước đây, trong khi lực lượng Azerbaijan kiểm soát Shahumian và các phần phía đông của Martakert và Martuni

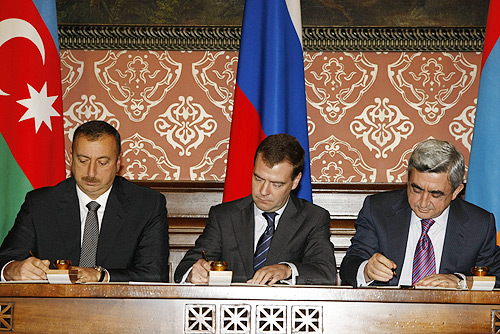
Ilham Aliyev, Dmitry Medvedev vàSerzh Sargsyan tại Moscow ngày 2 tháng 11 ằm 2008

Bất chấp lệnh ngừng bắn, các vụ tử vong do xung đột vũ trang giữa binh lính Armenia và Azerbaijan vẫn tiếp tục. Vào ngày 25 tháng 1 năm 2005, Hội đồng Nghị viện của Hội đồng Châu Âu (PACE) đã thông qua Nghị quyết 1416 của PACE, trong đó lên án cáo buộc thanh trừng sắc tộc chống lại người Azerbaijan. Ngày 15–17 tháng 5 năm 2007, phiên họp thứ 34 của Hội đồng Bộ trưởng Bộ Ngoại giao của Tổ chức Hội nghị Hồi giáo đã thông qua nghị quyết số 7/34-P, coi việc chiếm đóng lãnh thổ Azerbaijan là hành động xâm lược của Armenia đối với Azerbaijan và công nhận các hành động chống lại thường dân Azerbaijan như một tội ác chống lại loài người, và lên án việc phá hủy các di tích khảo cổ, văn hóa và tôn giáo trong các lãnh thổ bị chiếm đóng. Phiên họp thứ 11 của hội nghị thượng đỉnh Tổ chức Hội nghị Hồi giáo tổ chức vào ngày 13–14 tháng 3 năm 2008 tại Dakar đã thông qua nghị quyết số 10/11-P (IS). Trong nghị quyết, các quốc gia thành viên OIC lên án việc chiếm đóng các vùng đất của Azerbaijan bởi các lực lượng Armenia và sự xâm lược của Armenia đối với Azerbaijan, cáo buộc thanh trừng sắc tộc đối với người dân Azeri, và buộc tội Armenia "phá hủy các di tích văn hóa trong các lãnh thổ Azerbaijan bị chiếm đóng". Ngày 14 tháng 3 cùng năm, Đại hội đồng LHQ thông qua Nghị quyết số 62/243 "yêu cầu rút ngay lập tức, hoàn toàn và vô điều kiện tất cả các lực lượng Armenia khỏi tất cả các vùng lãnh thổ bị chiếm đóng của Cộng hòa Azerbaijan". Vào ngày 18-20 tháng 5 năm 2010, phiên họp thứ 37 của Hội đồng Bộ trưởng Bộ Ngoại giao của Tổ chức Hội nghị Hồi giáo tại Dushanbe đã thông qua một nghị quyết khác lên án hành động gây hấn của Armenia đối với Azerbaijan, công nhận các hành động chống lại thường dân Azerbaijan là tội ác chống lại loài người và lên án sự phá hủy các di tích khảo cổ, văn hóa và tôn giáo trong các lãnh thổ bị chiếm đóng. Vào ngày 20 tháng 5 cùng năm, Nghị viện Châu Âu tại Strasbourg đã thông qua nghị quyết về "Sự cần thiết phải có một Chiến lược của EU cho Nam Caucasus" trên cơ sở báo cáo của Evgeni Kirilov, thành viên Nghị viện Bulgaria. . Nghị quyết đặc biệt nêu rõ rằng "các khu vực Azerbaijan bị chiếm đóng xung quanh Nagorno-Karabakh phải được dọn sạch càng sớm càng tốt". ngày 26 tháng 1 năm 2016, Hội đồng Nghị viện của Hội đồng Châu Âu (PACE) đã thông qua Nghị quyết 2085, trong đó nêu rõ thực tế là việc Armenia chiếm đóng Nagorno-Karabakh và các khu vực lân cận khác của Azerbaijan tạo ra các vấn đề nhân đạo và môi trường cho công dân Azerbaijan, lên án cáo buộc thanh trừng sắc tộc chống lại người Azerbaijan và Nghị viện yêu cầu rút ngay các lực lượng vũ trang Armenia khỏi khu vực liên quan.
Một số nhà lãnh đạo thế giới đã gặp các tổng thống của Armenia và Azerbaijan trong những năm qua, nhưng nỗ lực duy trì lệnh ngừng bắn đã thất bại.
Vào ngày 2 tháng 4 năm 2016, lực lượng Azerbaijan và Armenia lại xung đột trong khu vực. Bộ Quốc phòng Armenia cáo buộc Azerbaijan đã tiến hành một cuộc tấn công nhằm chiếm lãnh thổ trong khu vực. Ít nhất 30 binh sĩ đã thiệt mạng trong cuộc giao tranh, một máy bay trực thăng Mil Mi-24 và xe tăng cũng bị phá hủy, 12 trong số những người lính đã ngã xuống thuộc lực lượng Azerbaijan và 18 người khác thuộc lực lượng Armenia, cũng như 35 binh lính Armenia khác được báo cáo bị thương.
sáng ngày 27 tháng 9 năm 2020, các cuộc đụng độ mới trong cuộc xung đột Nagorno-Karabakh chưa được giải quyết lại tiếp tục dọc theo Đường liên lạc Nagorno-Karabakh. Cả các lực lượng vũ trang của Azerbaijan và Armenia đều báo cáo thương vong về quân sự và dân sự. Liên Hợp Quốc lên án mạnh mẽ cuộc xung đột và kêu gọi cả hai bên giảm bớt căng thẳng và nối lại các cuộc đàm phán có ý nghĩa ngay lập tức.

## Địa lý

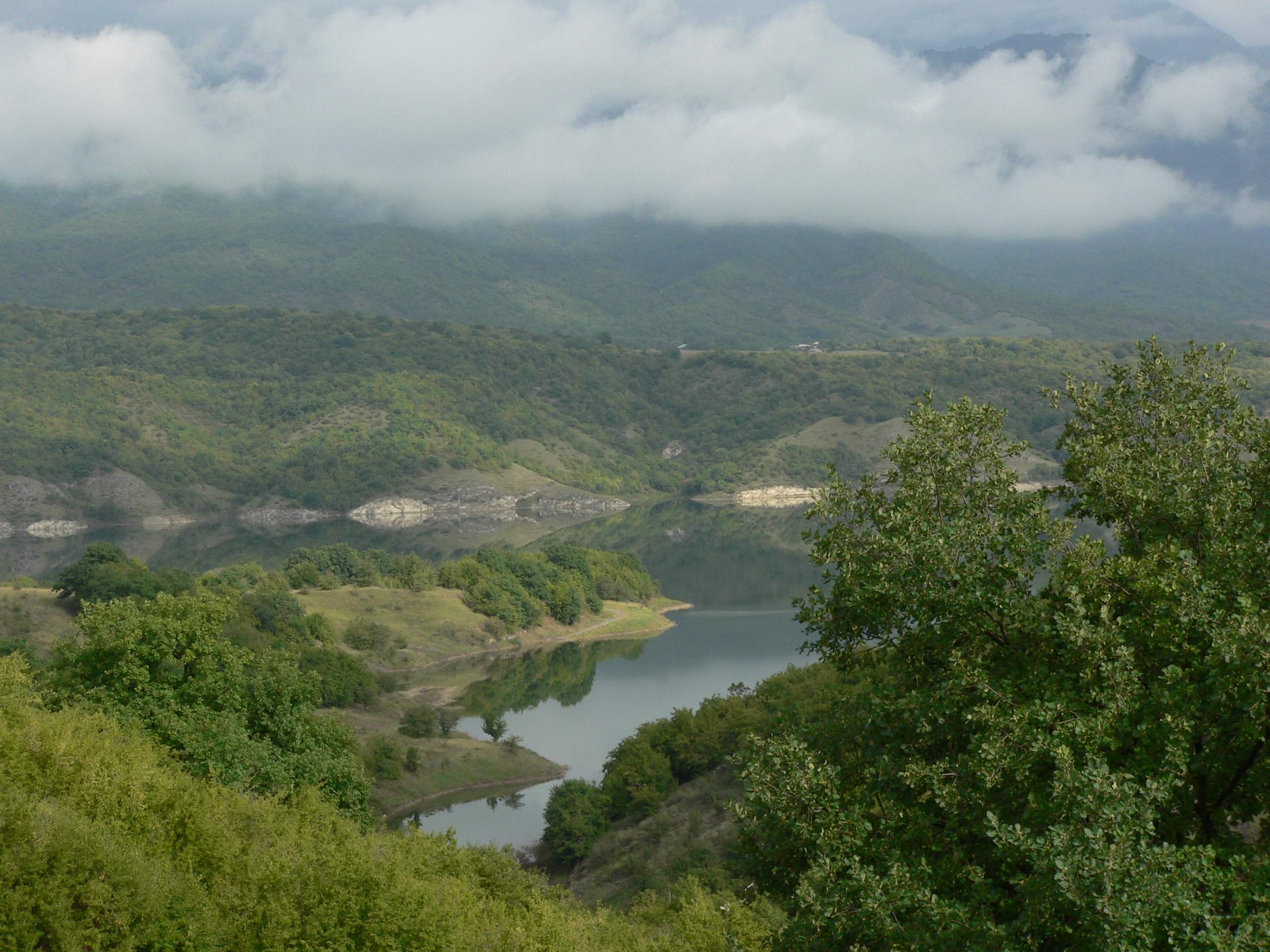
Hồ Sarsang

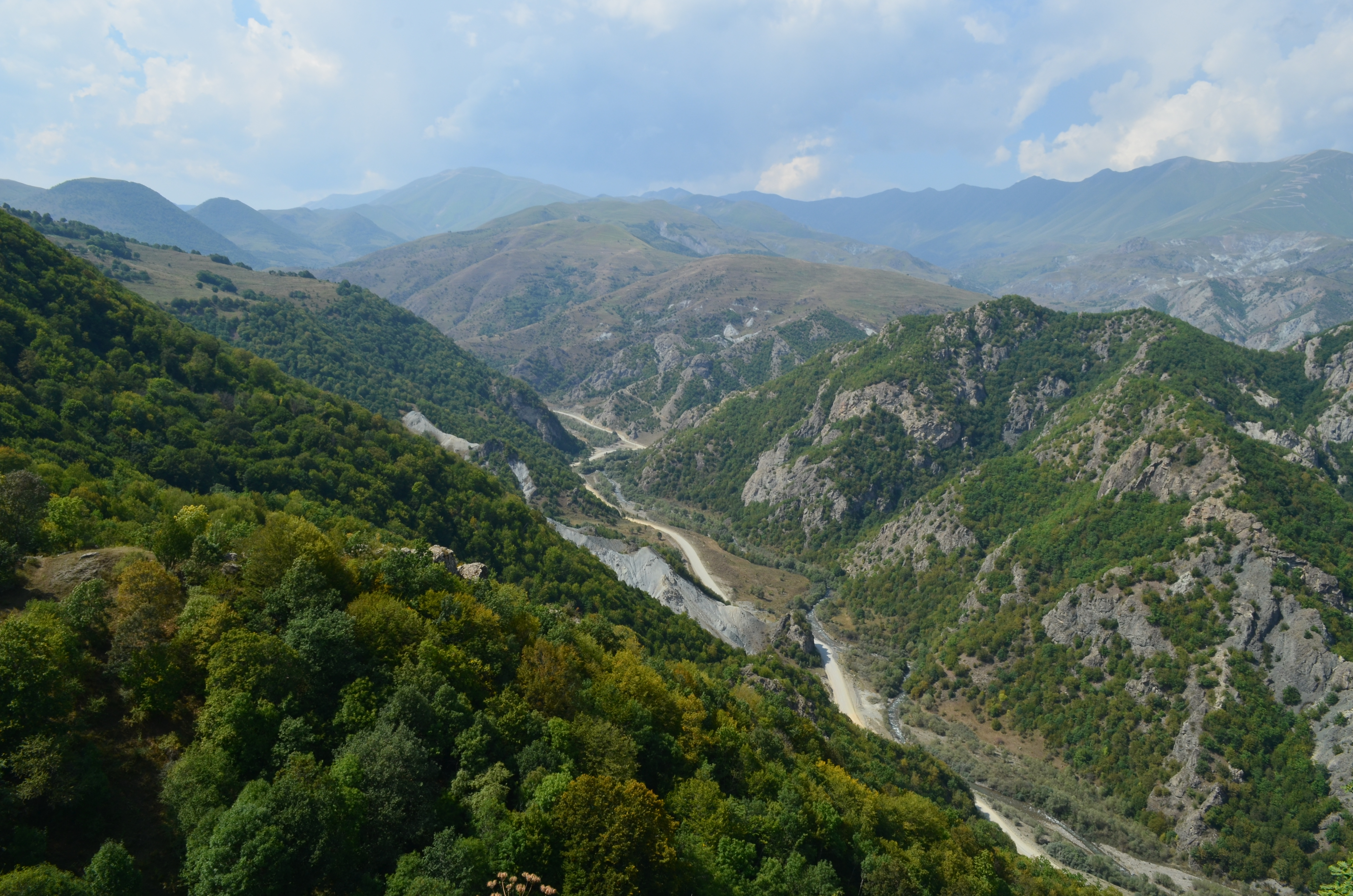
A view of the forested mountains of Nagorno-Karabakh

Nagorno-Karabakh có tổng diện tích 4.400 kilômét vuông (1.699 dặm vuông Anh). Khoảng một nửa địa hình Nagorno-Karabakh cao hơn 950 mét (3.120 ft) trên mực nước biển. Biên giới của Nagorno-Karabakh giống như một hạt đậu với vết lõm ở phía đông. Nó có các rặng núi cao dọc theo rìa phía bắc và dọc theo phía tây và miền núi phía nam. Bản thân phần gần vết lõm của hạt đậu là một thung lũng tương đối bằng phẳng, với hai mép của hạt đậu, các tỉnh Martakert và Martuni, cũng có những vùng đất bằng phẳng. Các thung lũng khác bằng phẳng hơn tồn tại xung quanh hồ Sarsang, Hadrut và phía nam. Trung bình, toàn bộ khu vực nằm trên mực nước biển 1,100 mét (3 ft 7,3 in) trên mực nước biển. Các đỉnh núi đáng chú ý bao gồm núi biên giới Murovdag và dãy núi Great Kirs ở ngã ba Shusha Rayon và Hadrut.Lãnh thổ của Nagorno-Karabakh hiện đại tạo thành một phần của khu vực lịch sử của Karabakh, nằm giữa các sông Kura và Araxes, và biên giới Armenia-Azerbaijan hiện đại. Nagorno-Karabakh trong biên giới hiện đại của nó là một phần của khu vực rộng lớn hơn của Thượng Karabakh.
Nagorno-Karabakh không giáp biên giới với Armenia nhưng nước cộng hòa kiểm soát hành lang Lachin, một con đèo nối liền với Armenia.
Môi trường của Nagorno-Karabakh thay đổi từ thảo nguyên trên vùng đất thấp Kura thông qua các khu rừng rậm của sồi, trăn và sồi trên sườn núi thấp hơn đến đồng cỏ bạch dương và núi cao ở trên cao. Khu vực này sở hữu nhiều suối khoáng và mỏ kẽm, than, chì, vàng, đá cẩm thạch và đá vôi. Các thành phố lớn của khu vực là Stepanakert, đóng vai trò là thủ đô của Cộng hòa Nagorno-Karabakh, và Shusha, nằm một phần trong đống đổ nát. Các vườn nho, vườn cây ăn quả và vườn dâu nuôi tằm được phát triển trong các thung lũng.

## Sắc tộc

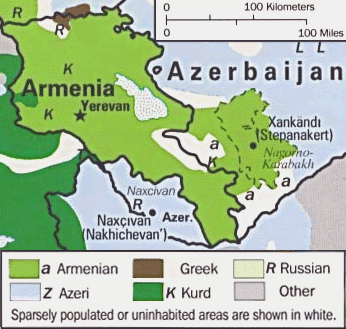
Các sắc tộc trong vùng năm 1995. (See entire map)

Những con số cụ thể sớm nhất về dân số của toàn bộ Karabakh là từ cuộc điều tra dân số năm 1823 liên quan đến việc bãi bỏ Hãn quốc Karabakh. Trong lãnh thổ của Công quốc Armenia trước đây, 90,8% số làng được ghi là người Armenia, trong khi 9,2% được ghi là người Tatar hoặc Kurd.  Dân số của Công quốc Armenia trước đây chiếm khoảng 8,4% dân số của toàn bộ Karabakh.
Trong điều tra dân số năm 2015, Artsakh có dân số 145.053 người, bao gồm 144.683 người Armenia và 238 người Nga, và những sắc tộc khác.

## Giao thông
| Khu vực     | ICAO | DAFIF | IATA | Tên sân bay         | Vị trí                                       |
| Stepanakert | UBBS | UB13  |      | Stepanakert Airport | 39°54′5″B 46°47′13″Đ / 39,90139°B 46,78694°Đ |

Trong thời kỳ Soviet, tuyến Yevlax – Ağdam – Stepanakert nối Khu tự trị Nagorno-Karabakh với phần chính của Azerbaijan. Sau chiến tranh Nagorno-Karabakh và việc Ağdam bị bỏ rơi, tuyến của tuyến này bị cắt chỉ phục vụ giữa Yevlax và Kətəlparaq, không có khu vực nào hiện nay tại Cộng hòa Nagorno-Karabakh. Tuyến đường sắt trước đây giữa Kətəlparaq và Stepanakert gần như đã bị phá hủy hoàn toàn.
Tuyến đường sắt chính (Tbilisi–Gyumri–)Yerevan–Nakhchivan–Horadiz–Şirvan(–Baku) cũng bị tháo dỡ khỏi NKR giữa Ordubad và Horadiz, và một tuyến từ Mincivan đến thành phố Kapan của Armenia.Hiện tại, các chuyến tàu của Azerbaijan chỉ đi đến Horadiz. Đoạn Ordubad – Horadiz đã bị phá bỏ, khiến NKR không còn tuyến đường sắt nguyên vẹn, đang hoạt động trong lãnh thổ của họ. Tuyến đường sắt tại Cộng hòa tự trị Nakhchivan vẫn hoạt động, nhưng nó tách biệt với các tuyến chính của Azerbaijan, và chỉ có kết nối với Iran.

## Hình ảnh

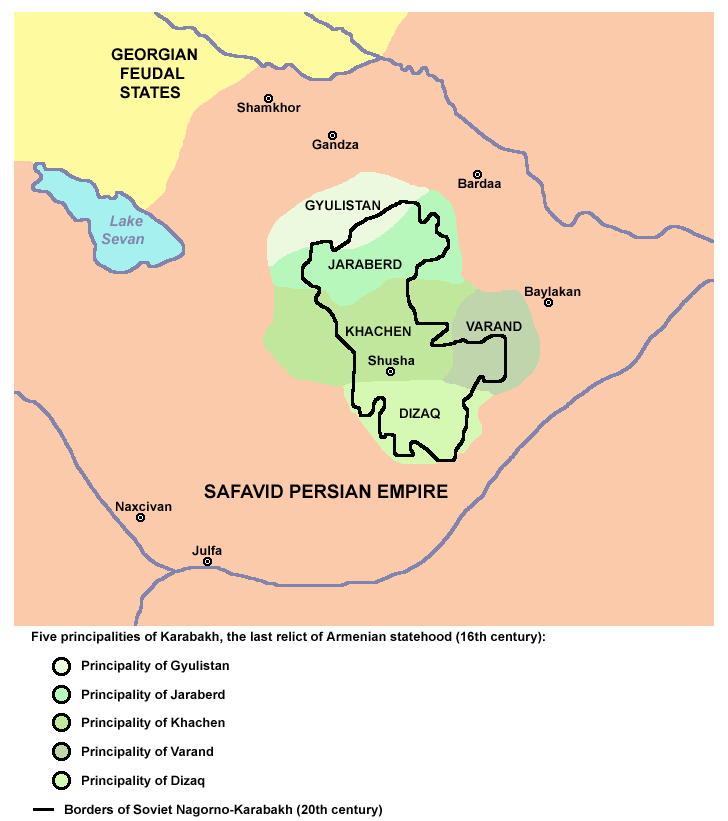
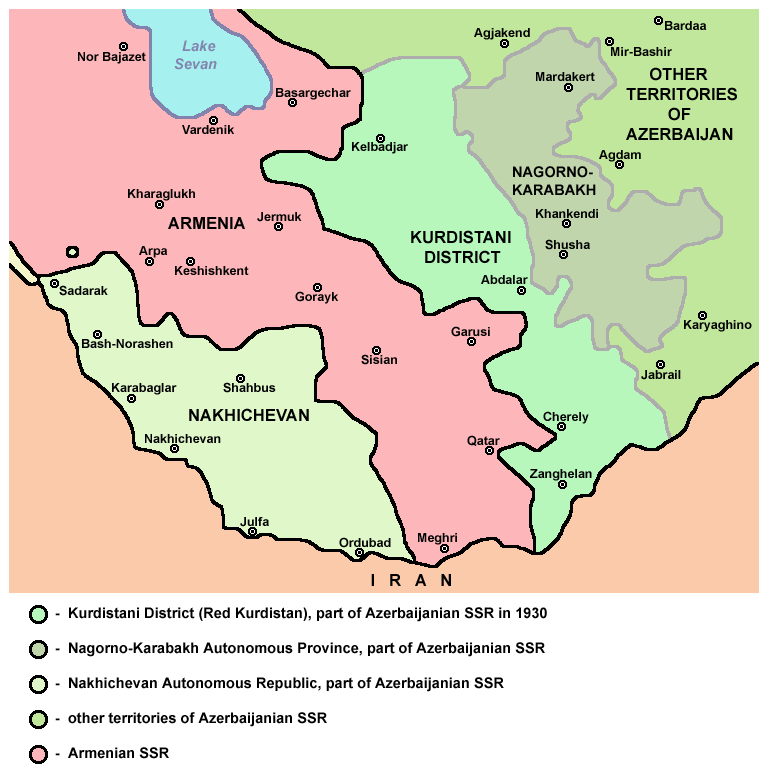
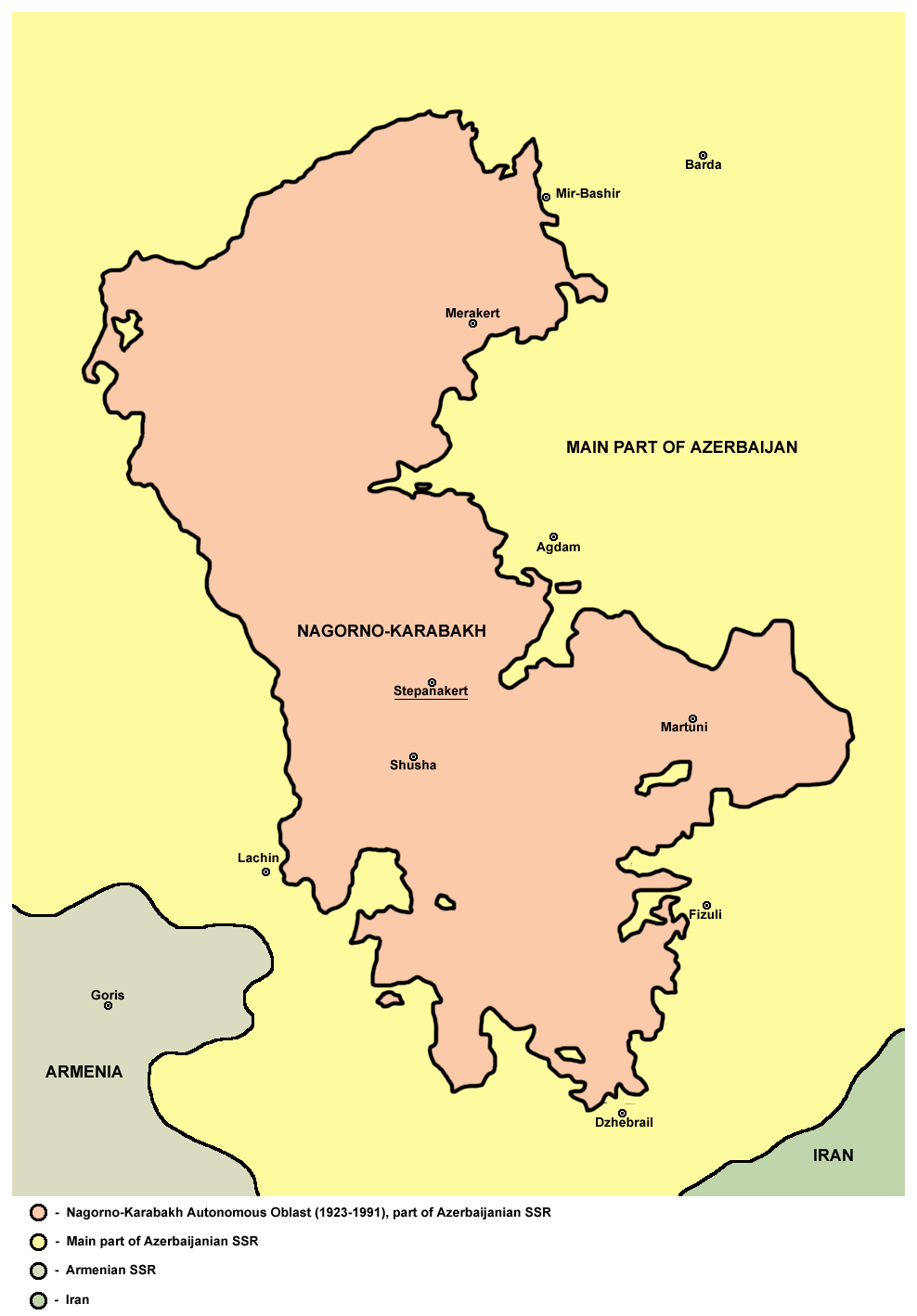
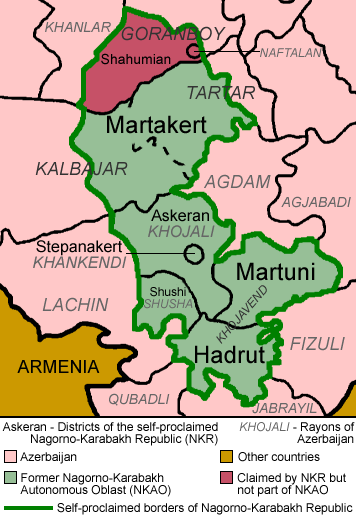
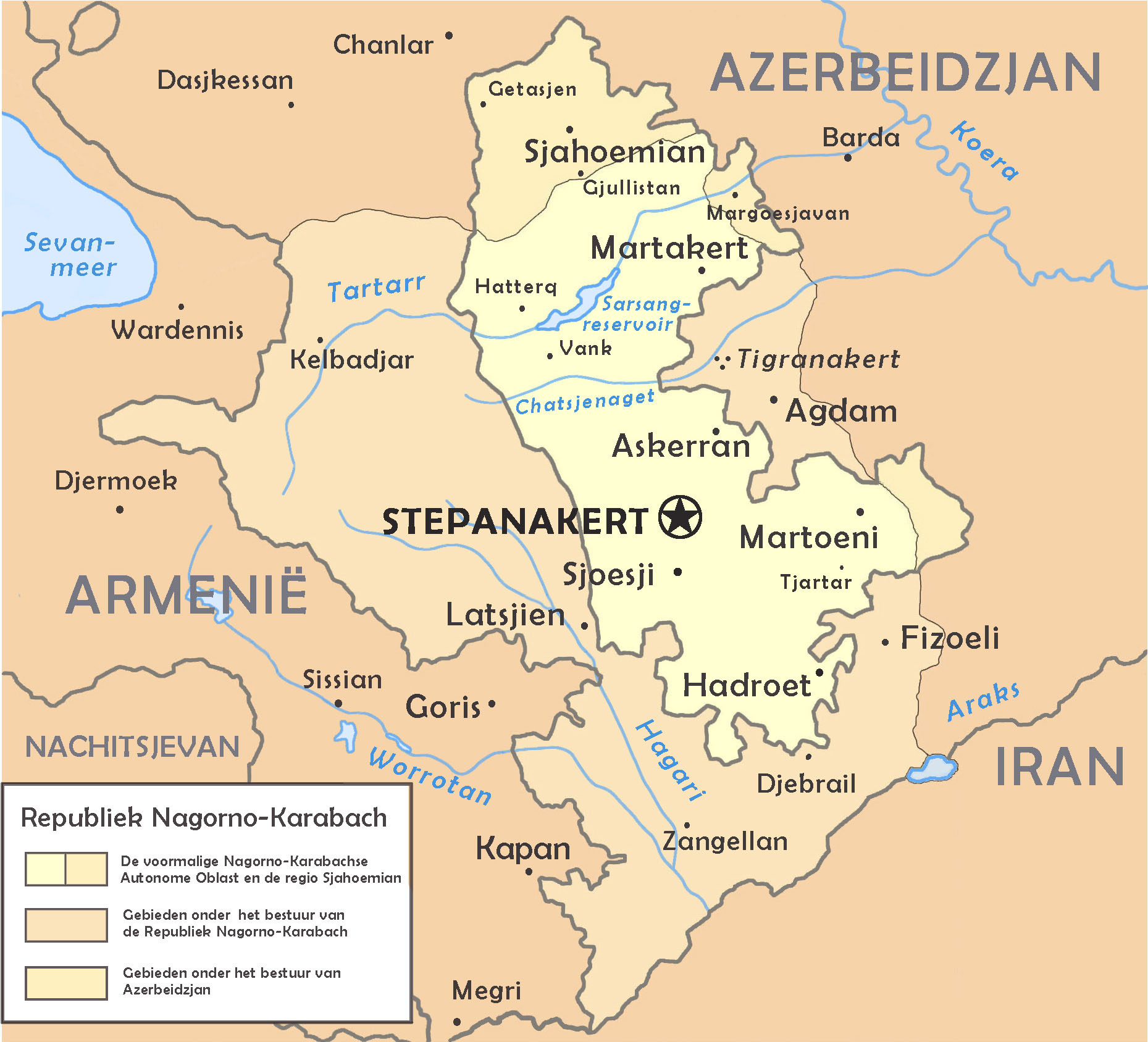
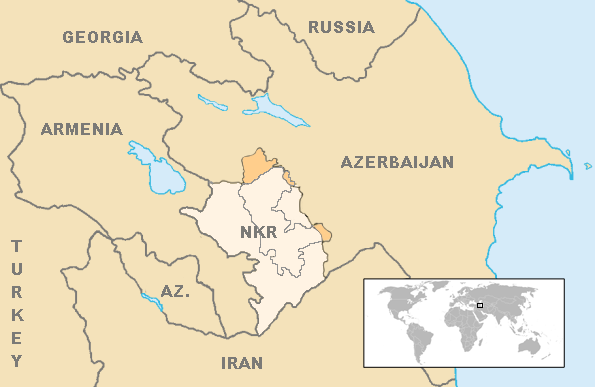